# Hellnight
Hellnight, conocido en Japón como Dark Messiah (Mesías Oscuro), es un videojuego de terror con perspectiva en primera persona, desarrollado por Dennou Eizo Seisakusho y publicado por Atlus en colaboración con Konami en 1998. La popularidad de este juego comenzó muy lentamente, posiblemente porque fue lanzado primero en Japón y más tarde, en Europa. El juego fue lanzado en Japón, bajo el título de Dark Messiah, y luego en Europa, donde fue renombrado como Hellnight.

## Prólogo

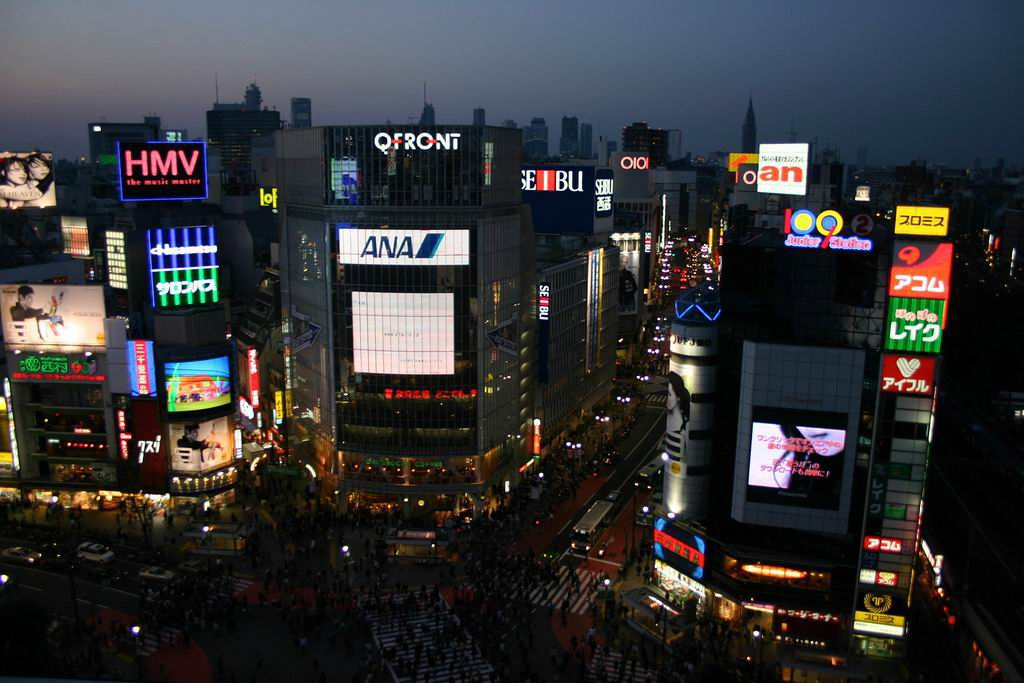
Tokio, ciudad donde se desarrolla el juego.

Todo comienza en la ciudad de Tokio, Japón, donde en un laboratorio de investigación están estudiando a una extraña y simbiótica forma de vida. Todo se complica cuando este ser rompe el cristal donde está capturado y comienza a vagar libremente por los pasillos del laboratorio, matando a un investigador científico del lugar. Éste hace que el científico se transforme y mute en una especie de criatura, quien hace una sangrienta salida hacia los trenes subterráneos. 
Aquí entra el protagonista del juego: el jugador mismo. Mientras está caminado en pleno Tokio, donde es toda una megápolis, el jugador es perseguido por un trío de acólitos con el fin de secuestrarlo, al igual que lo hicieron con otras personas. Estos acólitos daban sermones sobre el fin del mundo en el nuevo milenio.
El protagonista se encuentra nuevamente con estos acólitos y, al darse cuenta de su presencia, corren hacia él para intentar capturarlo nuevamente. Tras una larga persecución, el protagonista logra escapar al subterráneo y tomando el primer tren que estaba por partir, pudiendo aludirlos una vez más.
Mientras el tren corre por el subterráneo, se puede ver que en el vagón sólo había dos personas más y una chica de uniforme colegial. Un rato después, la criatura que escapó del laboratorio se interpone en el camino del tren, haciendo que ambos se estrellaran, quedando el tren y la criatura destrozados. A causa del accidente, la criatura empieza a mutar: su piel y sus ojos empiezan a caerse, quedando una cabeza de piel grisácea.
En el vagón accidentado, se descubre que el protagonista sigue vivo. Junto con él, también sobrevivió una chica que se presentaría unos minutos más tarde como Naomi. La criatura interrumpe en medio del tren accidentado para asesinar a los dos sobrevivientes, pero ambos escapan juntos del tren, tratando de buscar una salida. 
Luego de seguir corriendo son sorprendidos por el escuadrón "Black-Ops" (enviados en secreto a destruir a la criatura del laboratorio). La criatura vuelve a aparecer pero los disparos no la detienen ni la matan, por lo que el monstruo asesina a todo el escuadrón, menos al líder, que logra escapar a tiempo. Naomi y el protagonista huyen antes de que los pudiese sorprender el monstruo.
Los dos personajes deben viajar a través de las alcantarillas, en donde por accidente, encuentran un lugar llamado "The Mesh" donde son invitados a entrar por un extraño llamado Razzo. Es un área subterránea llena de ciudadanos que han renunciado a la sociedad para vivir una vida más pacífica bajo tierra, pero que se ve interrumpida por el monstruo.
Una vez que el protagonista y Naomi entran al Mesh, deben encontrar la manera de detener al monstruo y encontrar un camino a la superficie.

## Características
El juego utiliza una perspectiva en primera persona, muy similar a los juegos de acción en primera persona, pero con la diferencia de no tener ningún objeto de combate alguno. Durante el juego, los jugadores deben viajar a través de las distintas áreas de La Malla, e ir resolviendo ciertos acertijos para ir progresando y llegar a la superficie. El jugador se encontrará sólo con un tipo de enemigo, y es la criatura mutante. La única forma que tienen los jugadores de sobrevivir, es correr. Cualquier contacto físico con el enemigo, culminará con la muerte de uno de los compañeros (y finalmente, nosotros mismos). Una vez atacados, morirán irremediablemente. Sin embargo, el protagonista podrá conocer a otros personajes, pudiendo sustituir a su compañero perdido. Solo se puede tomar un personaje a la vez; teniendo cada uno su propia habilidad. Como en el juego no hay ninguna posibilidad de hacerle frente físicamente al enemigo, los jugadores deben planear estrategias y tratar de marearlo con la ayuda del compañero. Cada mareo hecho al monstruo depende del compañero que se tenga. El protagonista empieza con Naomi por defecto. Para reemplazarla, Naomi debe morir para que el jugador pueda conocer al nuevo miembro del dúo. Habiendo alguien en el grupo, se negará la elección del próximo personaje a unirse; el personaje simplemente sigue su camino sin el jugador, pudiendo aparecer otras veces hasta el final. Básicamente no hay, ni se puede hacer ningún tipo de combate. La única "arma" primaria que el protagonista posee, es la habilidad de correr increíblemente rápido. Pero que luego de un período de tiempo, el protagonista quedará exhausto, limitándolo a correr menos.
Todos los personajes, excepto Naomi, tienen la habilidad de atacar al monstruo y ayudar al jugador parando a la criatura temporalmente, pero nunca pueden saber de donde aparecerá la criatura. Naomi, en cambio, ayuda diciendo al jugador la posición exacta donde se acerca el monstruo, ya sea mediante el diálogo o un símbolo anaranjado en el mapa, pero no posee ningún tipo de arma para frenarlo. El jugador deberá interactuar con varios personajes, tomar nota de ciertas pistas, usar la cabeza y encontrar alternativas para evitar perder a su compañero por otros fenómenos. Un ejemplo de esto sería en los eventos del "Residential Area" (Área Residencial); si el jugador opta por ir a las escaleras a pesar de las advertencias, su compañero morirá y el jugador quedará solo hasta encontrar a su nuevo compañero. Por lo tanto, se puede deducir que los miembros del juego representa el número de vidas que el jugador tiene. Una vez que el jugador queda solo, cualquier otro encuentro con el monstruo culminará en un Game Over.

## Ambientes 2D y 3D
La mayor parte del juego está compuesto de enormes entornos tridimensionales (3D), cada uno con su propio estilo y sensación. Algunos son mapas muy simples, mientras que otros (a medida que se avanza de nivel) van siendo cada vez más complicados y con más aspectos de laberinto. Además de los mapas, la única representación en 3D es la del monstruo, dando la sensación de que, para algunos jugadores de más edad, Hellnight puede verse como una moderna versión del género "3D Monster Maze" (Laberinto de Monstruos en 3D). 
Por otro lado, absolutamente todos los personajes del juego, incluyendo el compañero del personaje, son todos representados en imágenes prerrenderizadas 2D, aunque los hayan creados en modelos 3D. Ellos nunca están presentes físicamente en el juego, salvo si el jugador hace algún movimiento, una tarea determinada, o si habla con el por medio del botón hablar (Cuadrado). Lo que no se sabe, es si esto fue intencional para causar más terror al jugador por medio de pops-up, o simplemente porque la PSX no tenía suficiente potencia para recrear al 100% todo lo que querían exprimir del juego.
Cuando un jugador entra a una habitación segura, en vez de aparecer en otro mapa tridimensional, la estática del juego pasa de 3D a 2D. Representaciones prerrenderizadas en 2D de toda la habitación, en donde solo se puede examinar con las flechas de dirección y el botón equis (X). En estas clases de habitaciones, lo único que se hace es resolver puzles (salvo en una parte del final), y hablar con personajes. El monstruo nunca puede atacar al jugador cuando está en una sala segura. Es su desventaja, así que a veces esto, cuando se está en una situación de peligro, puede resultar ser un refugio perfecto para nosotros antes de volver a adentrarnos en los túneles nuevamente.
La atmósfera del juego básicamente trata de alternar continuamente entre los puzles, acertijos e investigación en ciertas habitaciones (en 2D) y la corrida de la peligrosa criatura entre una sala segura y otra (el mundo 3D donde la criatura acecha).

## Compañeros
A pesar de que estos personajes son capaces de unirse al jugador, no son directamente controlables y usan sus capacidades independientemente de las acciones del jugador. Además, es imposible de controlarlos directamente (dado que el juego es en primera persona). Prácticamente sólo ofrecen compañía si el jugador está solo:
- Naomi Sugiura

Una escolar de 17 años que terminó en el subte después de ser perseguida por los mismos acólitos que evadía el jugador. Es la compañera por defecto del jugador en las primeras instancias del juego. Su habilidad es sentir la presencia del enemigo cuando se está acercando. En el mapa lo marca como un símbolo amarillo cuando el monstruo está cerca. Ella parece sufrir diversos lapsus sobre su pasado (que se revelan si ella sobrevive hasta el final).
- Kyoji Kamiya

Un asesino serial de 28 años, quien carga una pistola que le robó a su primera víctima, quien era un policía. Ya salió en los diarios donde revela sus infamias. Un buen hablador que no consigue reprimir su instinto asesino, ayuda al protagonista, ya que considera que no es su tipo de presa. Él ya sabe acerca de la criatura, Kamiya también es visto en el tren (en la introducción del juego), pero que de alguna manera se escapa antes de que el jugador y Naomi notaran su presencia. Él es la primera persona que el jugador puede reclutar como miembro del dúo.
- Leroy Ivanoff

Un soldado ruso de 30 años, equipado con una poderosa escopeta (y aspecto de lanzacohetes). Leroy es el mandamás de un internacional escuadrón llamado black-ops, encargado de llevar a cabo todas aquellas misiones de alto riesgo y confidenciales. En este caso, lo llaman para detener a la criatura, antes de la masacre en el centro de investigación y el desastre del subterráneo, pero no lo logra y es el único sobreviviente de su escuadrón. El sigue a la criatura dentro de La Malla en busca de venganza. Es la segunda persona en poderse recurrir, después de Kyoji.
- Rene Lorraine

Una periodista francesa con la intención de exponer el secreto del culto, compuesto por los acólitos secuestradores de Tokio. Con su increíble habilidad para llevar a cabo tareas peligrosas, René está dispuesta a hacer lo que sea necesario para su supervivencia, a expensas de los demás. Lleva un subfusil (Uzi), pero con unos pocos cartuchos para el arma. Ella aparece cerca de la parte final de la partida, después de que el jugador haya pasado los tres niveles de La Malla.